# Munitionsexplosion auf der Marinebasis Evangelos Florakis
Die Munitionsexplosion auf der Marinebasis Evangelos Florakis nahe Zygi an der Südküste der Republik Zypern ereignete sich am frühen Morgen des 11. Juli 2011 und forderte 13 Menschenleben und über 60 Verletzte; das größte Kraftwerk der Insel wurde schwer beschädigt. Sie ist eine der stärksten nicht-nuklearen Explosionen, die je von Menschenhand verursacht wurde. Dabei explodierten auf der Marinebasis Evangelos Florakis nahe beim angrenzenden Vasilikos-Kraftwerk, dem modernsten und größten Öl- und Gaskraftwerk des Landes, Container mit Munition und lösten eine weiträumige Zerstörung aus. Der Vorfall führte zu mehreren Rücktritten hochrangiger Politiker und Militärs, darunter zweier Minister.

## Ereignisablauf
Gegen vier Uhr morgens hatten Augenzeugen von einem Brand auf dem Stützpunkt und darauffolgenden Explosionen berichtet. Die großen Zerstörungen betrafen Stützpunkt, Kraftwerk und anliegende Zivilgebäude. Sowohl der Kommandeur der zyprischen Flotte als auch der Befehlshaber des Stützpunkts sowie weiteres Militärpersonal und Einsatzkräfte der Feuerwehr wurden getötet.

### Folgen
In weiten Teilen des Landes und in der Hauptstadt gab es nach dem unfallbedingten Ausfall des Kraftwerks keinen Strom mehr, da es die Hälfte des Landesbedarfs geliefert hatte. Aufgrund des damit verbundenen Ausfalls diverser Meereswasser-Entsalzungsanlagen traten Engpässe bei der Wasserversorgung auf.
Die Folgekosten wurden auf Milliarden geschätzt, allein der Wert des großteils zerstörten Öl- und Gaskraftwerks betrug 700 Mio. Euro. Der amtierende zyprische Verteidigungsminister Costas Papacostas sowie der Befehlshaber der Zyprischen Nationalgarde Petros Tsalikidis traten wenige Stunden nach Bekanntwerden des Unglücks zurück.

## Politische Folgewirkungen

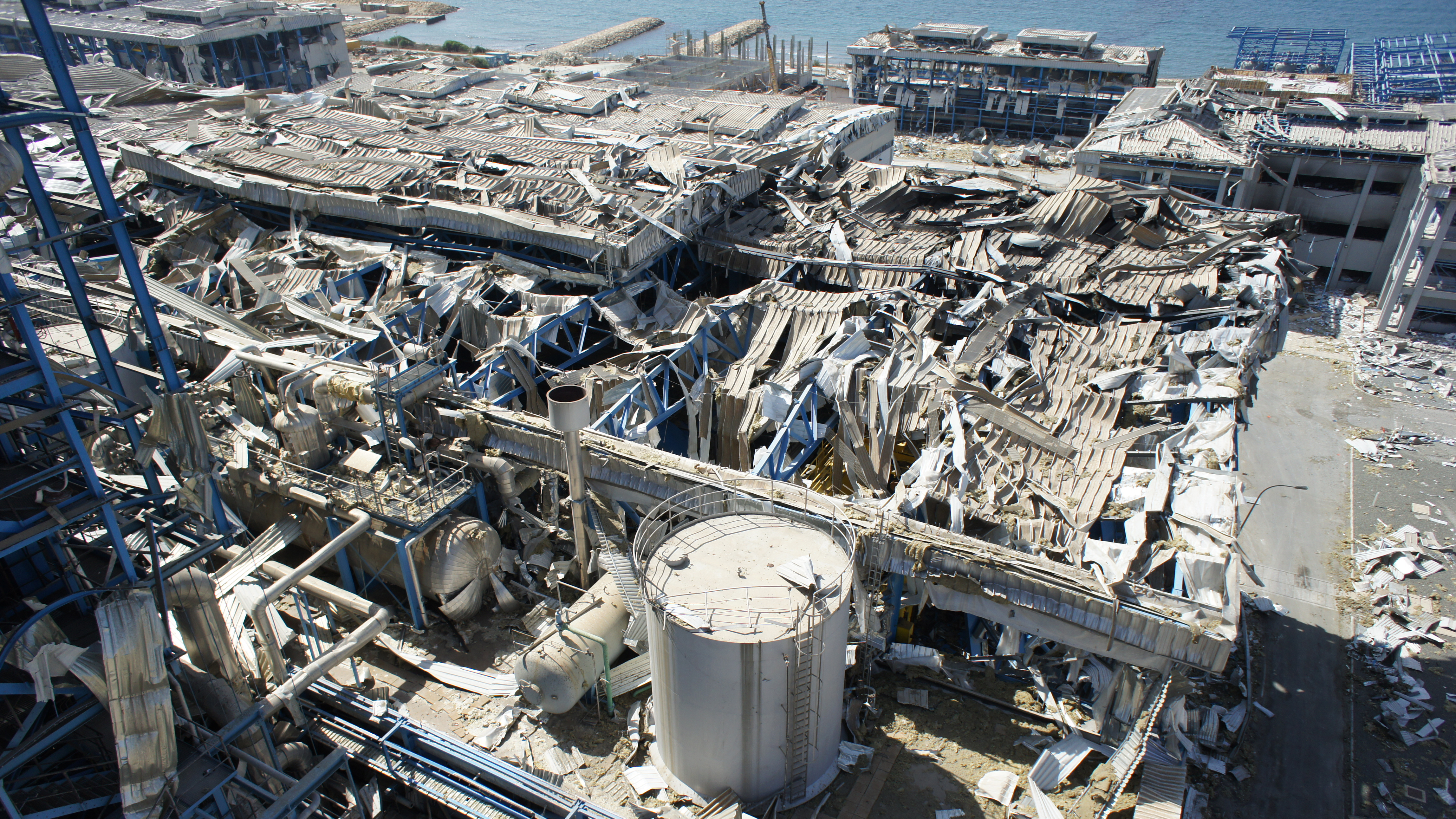
Luftansicht auf die zerstörte Turbinenhalle des Kraftwerks von einem UAV des DLR

Wenig später stellte sich heraus, dass es sich bei der Munition um beschlagnahmtes iranisches Frachtgut handelte, das für Syrien bestimmt gewesen war. Dieses war zuvor auf einem russischen Schiff aufgefunden und auf Grundlage des Waffenembargos der Vereinten Nationen (UN Res. 1747, Punkt 5) beschlagnahmt worden. Einen Monat später wurde die Munition in Containern auf dem Marinestützpunkt gelagert.
Fachleute und auch der später bei der Explosion ums Leben gekommene Kommandeur sprachen die Explosionsgefahr an, zumal die Munitionscontainer nur 300 m vom Kraftwerk Vassilikos entfernt standen, ungeschützt der Witterung ausgesetzt, vor allem der Hitze. Die Regierung setzte aber trotz internationaler Unterstützungsangebote keine Vernichtung der Munition in Gang. Präsident Dimitris Christofias wurde schnell als mitschuldig angesehen. Ihm und dem sofort nach dem Unglück zurückgetretenen Verteidigungsminister, der in der Öffentlichkeit die besondere Sicherheit der Lagerung betont hatte, wurde die Anordnung vorgeworfen, die Munition in den der Hitze schutzlos ausgesetzten Containern im Stützpunkt belassen zu haben.
Am 13. Juli versuchten mehrere tausend Demonstranten, den Präsidentenpalast in Nikosia zu stürmen. Der griechische Regierungssprecher Stefanos Stefanou machte die UN verantwortlich, welche die Vernichtung der Munition behindert habe. Zwei Wochen später trat Außenminister Márkos Kyprianoú zurück. Griechische Medien berichteten, bald von der Veröffentlichung von Depeschen US-amerikanischer Botschaften durch WikiLeaks bestätigt, dass der Präsident aus Rücksichtnahme auf seinen geplanten Besuch bei Baschar al-Assad die Beseitigung der Waffen behindert habe. So berichtet es der US-Botschafter Frank Urbancic in seinem Memo. Weitere WikiLeaks-Dokumente zeigten, dass die politische Führung Unterstützungsangebote bei der Kampfmittelbeseitigung aus den Vereinigten Staaten und anderen Ländern abgelehnt hatte.
Später wurde der Anwalt Polys Polyviou durch die Regierung als unabhängiger Ermittler ohne rechtliche Vollmacht mit der Untersuchung betraut. Er wurde dabei von Polizeioffizieren, einem Sprengstoffexperten und einem Staatsanwalt unterstützt. In seinem Abschlussbericht am 2. Oktober 2011 erhob er schwere Vorwürfe gegen den Präsidenten. Der Ruf nach dessen Rücktritt wurde lauter. Christofias erklärte die Vorwürfe des Untersuchungsberichts für substanzlos und verneinte persönliche Verantwortung für das Unglück: Er blieb im Amt.

## Gedenkstätte
Im Jahr 2016 wurde unweit des Explosionskraters ein Denkmal für die 13 Opfer der Explosion in Mari und eine Kapelle ⊙ errichtet.